# 根井久吾

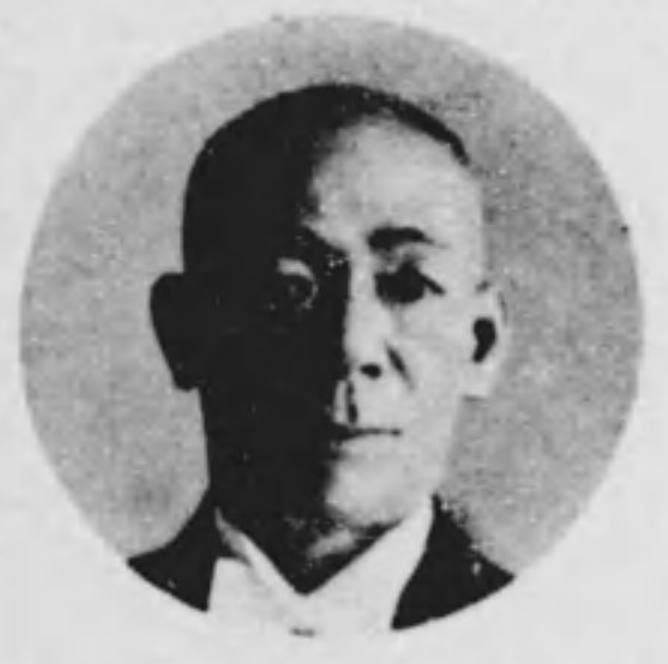
根井久吾

根井 久吾（ねい きゅうご、1875年〈明治8年〉10月10日 - 1941年〈昭和16年〉6月5日）は、大正から昭和時代前期の政治家、教育者。宮崎県宮崎市長。

## 経歴・人物
宮崎県宮崎郡清武村（現在の宮崎市）出身。伊東享の三男として生まれ、根井見益の養子となった。1902年（明治35年）、東京帝国大学文科大学哲学科を卒業。陸軍少尉、陸軍中尉に任じ、日露戦争に出征した。高知県立第四中学校（現・高知県立中村中学校・高等学校）に勤務し、宮崎県立宮崎中学校（現・宮崎県立宮崎大宮高等学校）教諭、宮崎県立延岡中学校（現・宮崎県立延岡高等学校）校長兼教諭を経て、愛媛県立松山中学校（現・愛媛県立松山東高等学校）校長となる。さらに、埼玉県立熊谷中学校（現・埼玉県立熊谷高等学校）、徳島県立徳島中学校（現・徳島県立城南高等学校）、静岡県立静岡中学校（現・静岡県立静岡高等学校）の各校にて校長兼教諭を務め、台湾総督府台北第二師範学校（現・国立台北教育大学）の校長に就任した。その間、1921年（大正10年）に中華民国に出張した。
1935年（昭和10年）10月に退官し、1937年（昭和12年）推挙され、宮崎市長に就任した。市長退任後の1941年（昭和16年）6月、急性肺炎により宮崎市松橋町の自宅で死去した。